# Spectralia robusta
Spectralia robusta är en skalbaggsart som först beskrevs av Chamberlin 1920.  Spectralia robusta ingår i släktet Spectralia och familjen praktbaggar. Inga underarter finns listade i Catalogue of Life.